# Carita de atún
Carita de atún fue una producción peruana de televisión de comedia claun. Se estrenó a inicios del 2003 y fue transmitida por Frecuencia Latina. Estuvo protagonizada por Katia Condos, Carlos Carlín, Wendy Ramos, Carlos Alcántara, Gonzalo Torres, Monserrat Brugué y Johanna San Miguel. La serie fue escrita por Wendy Ramos y Cinthia Delgado.
Es la única serie inspirada en el estilo de la asociación Patacláun que no fue dirigida por July Naters.
A diferencia de Pataclaun, Carita de atún no tuvo mucho acogida del público y su rating fue de regular hacia abajo. La serie duró dos temporadas. Johanna San Miguel, se incorporó al elenco a mitad de la primera temporada y fue la última participación de la década en una ficción. Aun así, sus filmaciones concluyeron en diciembre de 2003, para emitirse con algunas repeticiones hasta febrero de 2004.

## Trama
La historia se inicia cuando María Buenita, siendo un bebé desde un lujoso velero es empujada por María Malita, su hermana melliza que a pocos meses de nacida ya es todo un engendro de maldad.
Las hermanas tendrán un destino diferente, una vivirá en la abundancia y la otra será adoptada por una pareja de atunes que la criarán como si fuera su propia hija. Al cumplir la mayoría de edad María Buenita conocerá su verdadero origen y al salir del mar ira a buscar a sus verdaderos padres. En la playa conocerá a Pan de Dios, un galán millonario y de buen corazón que quedará prendado de sus encantos, a pesar de tener una novia que resulta ser nada menos que la glamorosa María Malita, quien le hará la vida imposible a María Buenita, sin saber que además de ser su rival, es su hermana...

## Personajes
Principales:
- María Buenita, la protagonista de la serie. Interpretada por Katia Condos
- María Malita, la malvada antagonista y hermana de María Buenita. Interpretada por Wendy Ramos
- Ángel, amigo de María Buenita. Interpretado por Carlos Alcántara
- Pan de Dios, millonario galán. Interpretado por Carlos Carlín
- La ama de llaves Martirio. Interpretada por Johanna San Miguel
- Angelita Bonifaz, madre de Ángel. Interpretada por Montserrat Brugué
- Mario Baguetino, mejor amigo de Pan de Dios y exnovio de María Malita. Interpretado por Gonzalo Torres

Recurrentes:
- Ángel de las aguas, amiga de María Buenita. Interpretada por Johanna San Miguel
- Perlita Retamoso, amiga de Ángel. Interpretada por Wendy Ramos
- Venancio Ponce. Interpretado por Carlos Carlín
- Doña Roseta Espotaverderona, madre de Pan de Dios. Interpretada por Wendy Ramos
- Mamá de Mario Baguetino. Interpretado por Gonzalo Torres
- " Rogelio El Argentino". Interpretado por Carlos Alcántara
- Jhonathan, primo de Mario Baguetino. Interpretado por Gonzalo Torres
- Don Trinquetes. Interpretado por Carlos Alcántara
- La Carmela, amiga Angelita. Interpretada por Katia Condos
- "La Psicóloga", psicóloga de María Malita.

## Recepción
En 2003, coincidiendo con los 20 años del canal, Frecuencia Latina anunció su exportación para la televisión ecuatoriana.
En 2004, la serie fue nominada a los premios INTE como telecomedia del año.